# جانجلت
جانجلت هي بلدية في هاينسبرغ، في شمال الراين-وستفاليا، ألمانيا. تقع على الحدود مع هولندا، حوالي 10 كم شرق سيتارد و10 كم جنوب غرب هاينسبرغ.

## جغرافيا

### بلديات مجاورة
|          | فالدفوخت   | هاينسبرغ   |
| سيلفكانت |            | غايلنكيرشن |
| سيتارد   | أوندربانكن |            |